# Orient Group Incorporation
Orient Group Incorporation ist ein chinesisches Unternehmen mit Firmensitz in Harbin. Das Unternehmen ist im Aktienindex SSE 50 gelistet.
Das Unternehmen wird von Zhang Hongwei geleitet. Orient Group Incorporation ist ein Tochterunternehmen des Konzerns Orient Group, der 1978 von Zhang Hongwei gegründet wurde. Das Unternehmen ist unter anderem im Immobilien- und Finanzsektor tätig sowie im Transportwesen spezialisiert.